# Abderrahim Deghmoum
Abderrahim Deghmoum est un footballeur algérien né le 2 décembre 1998 à Béni Aziz dans la wilaya de Sétif. Il évolue au poste d'ailier droit à Al-Masry SC.

## Biographie
Le 24 mars 2018, il fait ses débuts en première division algérienne, contre le club du Paradou (défaite 4-2 à l'extérieur). Le 16 juin 2019, il inscrit son premier but en première division, lors de la réception du CA Bordj Bou Arreridj, permettant à son équipe de l'emporter 1-0.
Le 21 février, il fait ses débuts en Coupe de la confédération, face au club ghanéen de l'Asante Kotoko.

## Statistiques

### En club
| Saison                | Club                  | Championnat           | Championnat | Championnat | Championnat | Coupe nationale | Coupe nationale | Coupe nationale | Coupe de la Ligue | Coupe de la Ligue | Coupe de la Ligue | Compétition(s) continentale(s) | Compétition(s) continentale(s) | Compétition(s) continentale(s) | Compétition(s) continentale(s) | Total | Total | Total |
| Saison                | Club                  | Division              | M.          | B.          | P.d.        | M.              | B.              | P.d.            | M.                | B.                | P.d.              | Comp.                          | M.                             | B.                             | P.d.                           | M.    | B.    | P.d.  |
| 2017-2018             | ES Sétif              | Ligue 1               | 3           | 0           | 0           | -               | -               | -               | -                 | -                 | -                 | -                              | -                              | -                              | -                              | 3     | 0     | 0     |
| 2018-2019             | ES Sétif              | Ligue 1               | 8           | 1           | 0           | 1               | 0               | 0               | -                 | -                 | -                 | -                              | -                              | -                              | -                              | 9     | 1     | 0     |
| 2019-2020             | ES Sétif              | Ligue 1               | 16          | 1           | 0           | 0               | 0               | 0               | -                 | -                 | -                 | -                              | -                              | -                              | -                              | 16    | 1     | 0     |
| 2020-2021             | ES Sétif              | Ligue 1               | 28          | 3           | 5           | -               | -               | -               | 1                 | 0                 | 0                 | CAF2                           | 7                              | 0                              | 1                              | 36    | 3     | 6     |
| 2021-2022             | ES Sétif              | Ligue 1               | 27          | 2           | 5           | -               | -               | -               | -                 | -                 | -                 | CAF                            | 12                             | 2                              | 1                              | 39    | 4     | 6     |
| Sous-total            | Sous-total            | Sous-total            | 82          | 7           | 10          | 1               | 0               | 0               | 1                 | 0                 | 0                 | -                              | 19                             | 2                              | 2                              | 103   | 9     | 12    |
| 2022-2023             | Al-Masry SC           | Premier League        | 25          | 2           | 1           | 1               | 0               | 0               | 1                 | 0                 | 0                 | -                              | -                              | -                              | -                              | 27    | 2     | 1     |
| 2023-2024             | Al-Masry SC           | Premier League        | 11          | 2           | 0           | 1               | 0               | 0               | -                 | -                 | -                 | -                              | -                              | -                              | -                              | 12    | 2     | 0     |
| 2024-2025             | Al-Masry SC           | Premier League        | 23          | 0           | 6           | -               | -               | -               | 2                 | 0                 | 0                 | CAF2                           | 9                              | 1                              | 3                              | 34    | 1     | 9     |
| 2025-2026             | Al-Masry SC           | Premier League        | 3           | 3           | 1           | -               | -               | -               | -                 | -                 | -                 | -                              | -                              | -                              | -                              | 3     | 3     | 1     |
| Sous-total            | Sous-total            | Sous-total            | 62          | 7           | 8           | 2               | 0               | 0               | 3                 | 0                 | 0                 | -                              | 9                              | 1                              | 3                              | 76    | 8     | 11    |
| Total sur la carrière | Total sur la carrière | Total sur la carrière | 144         | 14          | 18          | 3               | 0               | 0               | 4                 | 0                 | 0                 | -                              | 28                             | 3                              | 5                              | 179   | 17    | 23    |

## Palmarès

### En club
| Al-Masry SC                              |
| ---------------------------------------- |
| - Coupe de la Ligue : - Finaliste : 2023 |